# Mike Spence
Michael Henderson „Mike“ Spence (* 30. Dezember 1936 in Croydon, Großbritannien; † 7. Mai 1968 in Indianapolis, USA) war ein britischer Automobilrennfahrer.

## Motorsportkarriere
Von 1960 bis 1963 fuhr Spence in der Formel Junior. In der Automobil-Weltmeisterschaft startete er zum ersten Mal 1960 auf einem Emeryson-Climax bei einem nicht zur Weltmeisterschaft zählenden Rennen auf der Solitude-Rennstrecke.

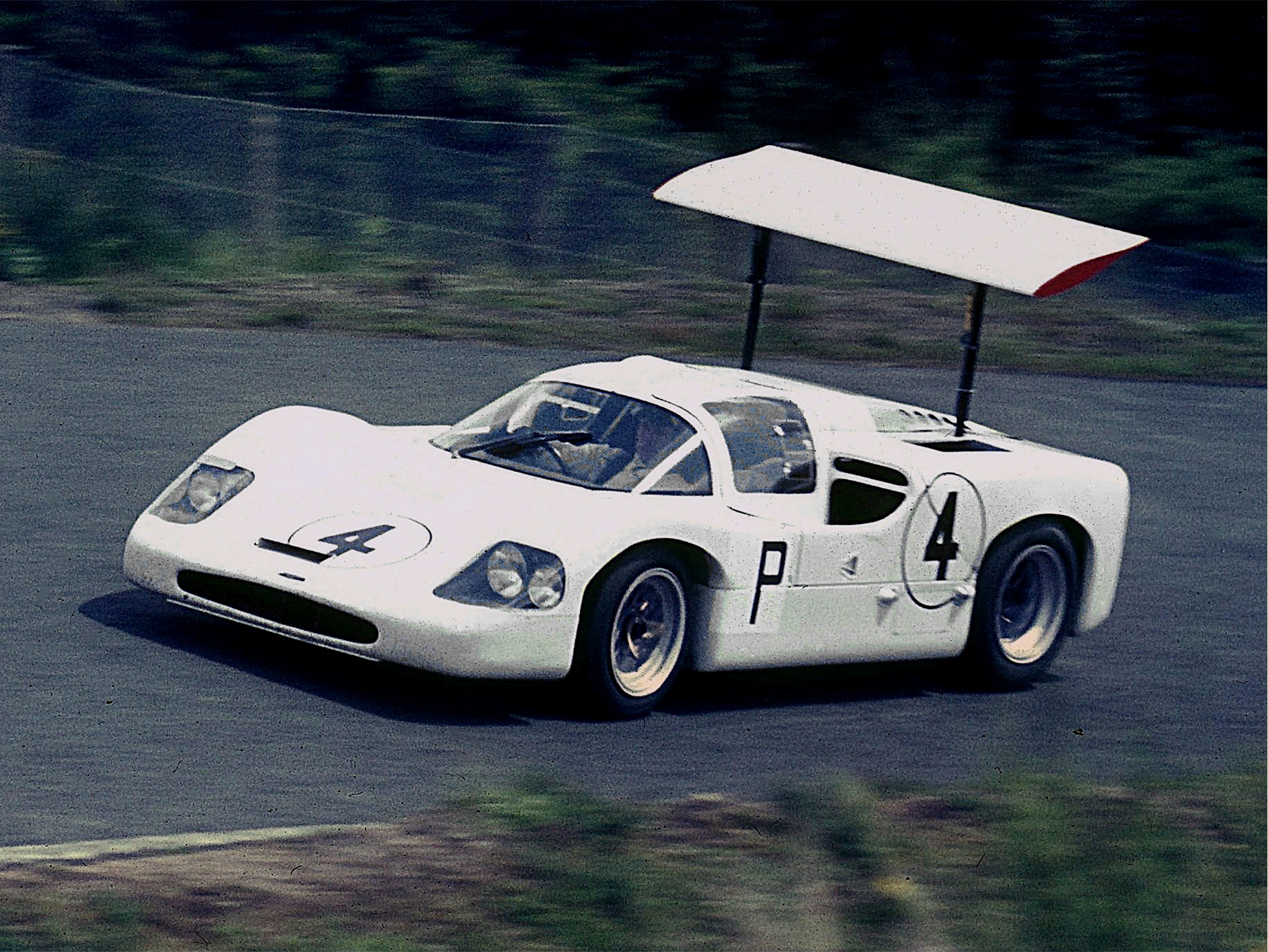
1967: Mike Spence im Chaparral 2F auf dem Nürburgring

Am 8. September 1963 absolvierte Spence sein erstes Rennen in der Automobil-Weltmeisterschaft beim Großen Preis von Italien, als er bei Lotus den verletzten Trevor Taylor ersetzte. Spence startete von Platz neun, 3,6 Sekunden hinter dem Trainingsschnellsten John Surtees. Im Rennen schied er in der 73. von 86 Runden nach einem Problem mit dem Öldruck seines Motors aus.
Siege errang Spence beim Race of Champions 1965 und beim Großen Preis von Südafrika 1966, beides Veranstaltungen, die nicht zur Weltmeisterschaft zählten. Bei Weltmeisterschaftsläufen gelang Spence nur einmal eine Podiumsplatzierung: Am 24. Oktober 1965 beim Großen Preis von Mexiko wurde er Dritter hinter dem Sieger Richie Ginther und dem zweitplatzierten Dan Gurney.
Insgesamt errang Spence 27 WM-Punkte in 36 Grand-Prix-Rennen.
Am 7. Mai 1968, eine Woche vor dem eigentlichen Rennen, verunglückte er 31-jährig als Ersatzfahrer für Jim Clark, der genau einen Monat vorher zu Tode gekommen war, beim Training zum 500-Meilen-Rennen in Indianapolis in einem Lotus 56 mit Allradantrieb und Gasturbine ebenfalls tödlich. Spence, der für das STP-Indy-Team von Andy Granatelli und Colin Chapman startete, verlor die Kontrolle über den Wagen, schlug heftig in die Betonmauer der Streckenbegrenzung ein und wurde daraufhin von seinem rechten Vorderrad am Helm getroffen. Einige Stunden später erlag er im Hospital seinen schweren Kopfverletzungen.

## Statistik

### Statistik in der Automobil-Weltmeisterschaft
Diese Statistik umfasst alle Teilnahmen des Fahrers an der Automobil-Weltmeisterschaft, die heutzutage als Formel-1-Weltmeisterschaft bezeichnet wird.

#### Gesamtübersicht
| Saison | Team                     | Chassis  | Motor         | Rennen | Siege | Zweiter | Dritter | Poles | schn. Rennrunden | Punkte | WM-Pos. |
| ------ | ------------------------ | -------- | ------------- | ------ | ----- | ------- | ------- | ----- | ---------------- | ------ | ------- |
| 1963   | Team Lotus               | Lotus 25 | Climax 1.5 V8 | 1      | −     | −       | −       | −     | −                | −      | −       |
| 1964   | Team Lotus               | Lotus 25 | Climax 1.5 V8 | 2      | −     | −       | −       | −     | −                | 4      | 12.     |
| 1964   | Team Lotus               | Lotus 33 | Climax 1.5 V8 | 4      | −     | −       | −       | −     | −                | 4      | 12.     |
| 1965   | Team Lotus               | Lotus 33 | Climax 1.5 V8 | 8      | −     | −       | 1       | −     | −                | 10     | 8.      |
| 1965   | Team Lotus               | Lotus 25 | Climax 1.5 V8 | 1      | −     | −       | −       | −     | −                | 10     | 8.      |
| 1966   | Reg Parnell Racing Ltd.  | Lotus 25 | BRM 2.0 V8    | 1      | −     | −       | −       | −     | −                | 4      | 13.     |
| 1966   | Reg Parnell Racing Ltd.  | Lotus 33 | BRM 2.0 V8    | 1      | −     | −       | −       | −     | −                | 4      | 13.     |
| 1967   | Owen Racing Organisation | BRM P83  | BRM 3.0 H16   | 11     | −     | −       | −       | −     | −                | 9      | 10.     |
| 1968   | Owen Racing Organisation | BRM P115 | BRM 3.0 H16   | 1      | −     | −       | −       | −     | −                | −      | −       |
| Gesamt | Gesamt                   | Gesamt   | Gesamt        | 36     | −     | −       | 1       | −     | −                | 27     |         |

#### Einzelergebnisse
| Saison | 1   | 2   | 3   | 4   | 5   | 6   | 7   | 8   | 9   | 10 | 11 | 12 |
| ------ | --- | --- | --- | --- | --- | --- | --- | --- | --- | -- | -- | -- |
| 1963   |     |     |     |     |     |     |     |     |     |    |    |    |
|        |     |     |     |     |     | 13  |     |     |     |    |    |    |
| 1964   |     |     |     |     |     |     |     |     |     |    |    |    |
|        |     |     |     | 9   | 8   | DNF | 6   | 7   | 4   |    |    |    |
| 1965   |     |     |     |     |     |     |     |     |     |    |    |    |
| 4      |     | 7   | 7   | 4   | 8   | DNF | 11  | DNF | 3   |    |    |    |
| 1966   |     |     |     |     |     |     |     |     |     |    |    |    |
| DNF    | DNF | DNF | DNF | 5   | DNF | 5   | DNF | DNS |     |    |    |    |
| 1967   |     |     |     |     |     |     |     |     |     |    |    |    |
| DNF    | 6   | 8   | 5   | DNF | DNF | DNF | 5   | 5   | DNF | 5  |    |    |
| 1968   |     |     |     |     |     |     |     |     |     |    |    |    |
| DNF    |     |     |     |     |     |     |     |     |     |    |    |    |

| Legende  | Legende            | Legende                                                          |
| Farbe    | Abkürzung          | Bedeutung                                                        |
| -------- | ------------------ | ---------------------------------------------------------------- |
| Gold     | –                  | Sieg                                                             |
| Silber   | –                  | 2. Platz                                                         |
| Bronze   | –                  | 3. Platz                                                         |
| Grün     | –                  | Platzierung in den Punkten                                       |
| Blau     | –                  | Klassifiziert außerhalb der Punkteränge                          |
| Violett  | DNF                | Rennen nicht beendet (did not finish)                            |
| Violett  | NC                 | nicht klassifiziert (not classified)                             |
| Rot      | DNQ                | nicht qualifiziert (did not qualify)                             |
| Rot      | DNPQ               | in Vorqualifikation gescheitert (did not pre-qualify)            |
| Schwarz  | DSQ                | disqualifiziert (disqualified)                                   |
| Weiß     | DNS                | nicht am Start (did not start)                                   |
| Weiß     | WD                 | zurückgezogen (withdrawn)                                        |
| Hellblau | PO                 | nur am Training teilgenommen (practiced only)                    |
| Hellblau | TD                 | Freitags-Testfahrer (test driver)                                |
| ohne     | DNP                | nicht am Training teilgenommen (did not practice)                |
| ohne     | INJ                | verletzt oder krank (injured)                                    |
| ohne     | EX                 | ausgeschlossen (excluded)                                        |
| ohne     | DNA                | nicht erschienen (did not arrive)                                |
| ohne     | C                  | Rennen abgesagt (cancelled)                                      |
| ohne     | keine WM-Teilnahme |                                                                  |
| sonstige | P/fett             | Pole-Position                                                    |
| sonstige | 1/2/3/4/5/6/7/8    | Punktplatzierung im Sprint-/Qualifikationsrennen                 |
| sonstige | SR/kursiv          | Schnellste Rennrunde                                             |
| sonstige | *                  | nicht im Ziel, aufgrund der zurückgelegten Distanz aber gewertet |
| sonstige | ()                 | Streichresultate                                                 |
| sonstige | unterstrichen      | Führender in der Gesamtwertung                                   |

### Le-Mans-Ergebnisse
| Jahr | Team                | Fahrzeug     | Teamkollege | Platzierung | Ausfallgrund     |
| ---- | ------------------- | ------------ | ----------- | ----------- | ---------------- |
| 1967 | Chaparral Cars Ltd. | Chaparral 2F | Phil Hill   | Ausfall     | Kraftübertragung |

### Sebring-Ergebnisse
| Jahr | Team           | Fahrzeug     | Teamkollege | Platzierung | Ausfallgrund |
| ---- | -------------- | ------------ | ----------- | ----------- | ------------ |
| 1967 | Chaparral Cars | Chaparral 2F | Jim Hall    | Ausfall     | Differential |

### Einzelergebnisse in der Sportwagen-Weltmeisterschaft
| Saison | Team                           | Rennwagen    | 1   | 2   | 3   | 4   | 5   | 6   | 7   | 8   | 9   | 10  | 11  | 12  | 13  | 14  |
| ------ | ------------------------------ | ------------ | --- | --- | --- | --- | --- | --- | --- | --- | --- | --- | --- | --- | --- | --- |
| 1966   | Vixen Investments Nick Cussons | Ford GT40    | DAY | SEB | MON | TAR | SPA | NÜR | LEM | MUG | CCE | HOK | SIM | NÜR | ZEL |     |
| 1966   | Vixen Investments Nick Cussons | Ford GT40    |     |     |     |     |     | 12  |     |     |     |     |     |     | DNF |     |
| 1967   | Chaparral Cars                 | Chaparral 2F | DAY | SEB | MON | SPA | TAR | NÜR | LEM | HOK | MUG | BRH | CCE | ZEL | OVI | NÜR |
| 1967   | Chaparral Cars                 | Chaparral 2F | DNF | DNF | DNF | DNF |     | DNF | DNF |     |     | 1   |     |     |     |     |
| 1968   | Alan Mann Racing               | Ford P68     | DAY | SEB | BRH | MON | TAR | NÜR | SPA | WAT | ZEL | LEM |     |     |     |     |
| 1968   | Alan Mann Racing               | Ford P68     | DNF |     |     |     |     |     |     |     |     |     |     |     |     |     |